# Telva
Telva és una revista en castellà dirigida al públic femení que es publica a Madrid des de l'any 1963. En 2006 tenia un tiratge de 174,436 còpies, en 2009 de 174,750 còpies (la segona revista femenina més venuda a Espanya) en 2010 de 181,434 còpies i en 2011 de 188,524 còpies. Durant 30 anys ha estat dirigida per Covadonga O'Shea.

## Antecedents
El primer exemple de premsa femenina en llengua castellana s'edita l'any 1811 a l'Havana, Cuba, amb el títol de Correo de las Damas. Tant la forma com el contingut estan basats en publicacions editades a França, fonamentalment el Journal des Dames et des Modes (París 1789 – 1839) el públic objectiu dels quals era l'alta societat. La primera publicació femenina en llengua castellana editada a l'Estat Espanyol és El Periódico de las Damas, fundat a Madrid l'any 1822.
En un context en el qual la taxa d'analfabetisme femení era elevada i els salaris baixos resulta fàcil de comprendre que no sigui fins ben entrat el segle xix que la premsa femenina no acaba de consolidar-se, llevat de certes excepcions com ara La Moda (1842 – 1927) o El Correo de la Moda (1851 - 1886). Aquest tipus de publicacions tenen una vida molt efímera, estan bàsicament orientades a "educar i a instruir" les dones, i la seva supervivència depèn en gran manera del règim de subscriptors.

## Història
Telva es funda el 1963 editada per SARPE (Sociedad Anónima de Revistas, Prensa y Ediciones). En un context polític marcat per la retallada de llibertats del règim franquista, Telva neix associada a la branca editora de l'Opus Dei. La periodicitat inicial de la revista és quinzenal, si bé l'any 1989 esdevé mensual per tal de competir amb més força amb la resta de revistes per a dones del sector. El 1982 fou adquirida per Ediciones Cónica, S.A. (Grup Recoletos) fins que en febrer de 2007 fou adquirida per RCS Media Group. Des d'aleshores és publicada per Unidad Editorial Sociedad de Revistas SL amb seu a Madrid.
La seva vinculació inicial a l'Opus Dei ha motivat que Telva sigui considerada una revista amb un cert talant tradicionalista i conservador respecte de la visió de la dona. L'any 1995, i per a trencar precisament amb aquesta consideració, l'empresa editora va encarregar una campanya publicitària (ideada per TBWA Madrid) amb l'objectiu de modificar la percepció que un ampli gruix de lectores tenien de la publicació.
Entre els anys 1988 i 1994 el grup multinacional britànic Pearson Overseas Holdings Ltd., va adquirir accions de Recoletos fins a esdevenir-ne el soci majoritari amb un control del 99,6%. Amb la sortida a borsa de la companyia, la participació de Pearson va variar i es va concentrar en un 79%. Des de l'any 1964 Telva se sotmet al control de l'OJD (Organización para la Justificación de la Difusión), a excepció de dos parèntesis, de dos anys de durada cadascun, en els quals aquest control es va interrompre.
Actualment Telva, juntament amb Marie Claire, Elle i Woman, entre d'altres, integra el segment de revistes femenines d'alta gamma, essent l'única que no és una versió espanyola importada de l'estranger. Aquestes quatre revistes comparteixen diversos punts en comú com ara el preu, una extensió mitjana que acostuma a oscil·lar entre les 225 i 275 planes, una presentació molt luxosa (moltes fotografies, models de prestigi a les portades, i paper de qualitat) i dedicació abundant als temes relatius a la moda, podent arribar a editar-se números extraordinaris. Si tradicionalment s'ha assignat a Telva una visió més conservadora, Marie Claire té un to més aviat feminista i compromès, Elle valors d'avantguarda i a Woman, que és la més jove de les quatre, la pretensió d'esdevenir la més liberal de totes quatre.